# الانتهاكات في معركة الموصل
خلال معركة الموصل (2016–2017)، ظهرت العديد من التقارير التي توثق انتهاكات لحقوق الإنسان من قِبل مختلف الأطراف المشاركة في الصراع. كان في المدينة ما يصل إلى 1.5 مليون مدني، مما أثار مخاوف لدى العديد من المنظمات بشأن احتمال حدوث أزمة إنسانية واسعة النطاق. صرّحت ليز غراندي، منسقة الشؤون الإنسانية للأمم المتحدة في العراق، قائلة: «في أسوأ السيناريوهات، نحن بصدد مواجهة أكبر عملية إنسانية في العالم لعام 2016». وحذّرت منظمة أنقذوا الأطفال من احتمال وقوع مجازر واسعة بحق المدنيين ما لم يتم تأمين طرق آمنة لخروجهم. كما اتهمت الحكومة الأمريكية تنظيم داعش باستخدام المدنيين كدروع بشرية.

## انتهاكات حقوق الإنسان

### جرائم داعش والاختطاف والانتهاكات
تأكدت المخاوف من استخدام داعش للمدنيين كدروع بشرية، إذ اختطف التنظيم مدنيين من القرى لهذا الغرض، وهو ما قوبل بإدانة واسعة من منظمات حقوقية ومجلس الأمن الدولي.
أفادت التقارير أن داعش هدد بإعدام أي مدني يحاول الهرب، فيما منعت القناصة والألغام والأسلحة السامة والخنادق الناس من الفرار. المسؤولون العراقيون، عبر بث إذاعي ومنشورات أُلقيت على المدينة، حثوا المدنيين على البقاء في منازلهم، وقدمت المنشورات تعليمات وقائية مثل تغطية النوافذ بالشريط اللاصق لتجنب تناثر الزجاج وفصل أنابيب الغاز.
بعد فترة وجيزة من بدء المعركة، ظهرت أنباء عن قيام داعش باختطاف وإعدام مدنيين في الموصل. صرّح المتحدث باسم البنتاغون، الكابتن جيف ديفيس، أن داعش يحتجز المدنيين قسرًا ويستخدمهم كدروع بشرية.
ذكرت صحيفة إنترناشيونال بيزنس تايمز أن داعش أجبر فتيانًا من الموصل لا تتجاوز أعمارهم 12 عامًا على القتال، ودربهم على قطع رؤوس الأسرى وصناعة الأحزمة الناسفة.
في 21 أكتوبر، صرح مصدر استخباراتي عراقي أن داعش أعدم 284 رجلًا وصبيًا اختطفهم من الموصل لاستخدامهم كدروع بشرية، وتم دفنهم في مقبرة جماعية. وقال مسؤول في الأمم المتحدة إن المنظمة قلقة للغاية بشأن مصير 200 عائلة من الصومال و350 عائلة من النجافية اختطفها داعش، والذين قد يُستخدمون أيضًا كدروع بشرية.
كما أفادت مصادر أممية أن أربعة أشخاص لقوا حتفهم جراء استنشاق أبخرة سامة بعد أن أضرم داعش النار في مصنع المشراق للمواد الكيميائية في 23 أكتوبر.
في 26 أكتوبر، أفادت شبكة سي إن إن أن داعش نفذ عمليات قتل انتقامية بحق مدنيين انتقامًا من ترحيبهم بالقوات العراقية والبيشمركة في القرى التي استعادتها الحكومة.
وفقًا لرافينا شامداساني، من مكتب المفوض السامي لحقوق الإنسان، أعدم داعش 232 شخصًا قرب الموصل أواخر أكتوبر لمخالفتهم أوامره، وأجبر عشرات الآلاف على التوجه معه كدروع بشرية ضد تقدم القوات العراقية. وأضافت أن داعش أعدم 42 مدنيًا في حمام العليل جنوب الموصل، كما أعدم 190 من أفراد الأمن العراقيين السابقين لرفضهم الانضمام إليه في قاعدة الغزلاني قرب الموصل.
قامت القوات العراقية في 26 أكتوبر بإجلاء أكثر من 1,000 مدني من الخطوط الأمامية إلى منطقة الخازر. فيما أبلغ المدنيون على الجبهة الجنوبية عن قيام مقاتلي داعش بسحب أقاربهم أثناء انسحابهم لاستخدامهم كدروع بشرية.
أطلقت الحكومة العراقية عملية عسكرية في أكتوبر 2016 لاستعادة الموصل من داعش. ووفقًا لتقارير المرصد الأورومتوسطي لحقوق الإنسان، فإن أكثر من مليون من سكان الموصل معرضون للخطر، وكثير منهم قُتل أو استُخدم كدرع بشري. وأشار المرصد إلى أن على الحكومة العراقية والقوات الدولية إنهاء الأزمة الإنسانية في الموصل وتوفير الاحتياجات الأساسية للسكان.
ارتكب داعش والحكومة العراقية انتهاكات على حد سواء؛ حيث هجّر التنظيم نحو 550 عائلة من قريتي السمالية والنجافية، بينما احتجزت القوات العراقية 1,500 مدني من المساجد والمدارس في مخيم ديبكة للاجئين. وفي 21 أكتوبر 2016، اعتقلت القوات العراقية والشرطة مئات المدنيين وأعدمت بعض القرويين في جنوب الموصل بزعم استضافتهم لعناصر داعش. وفي نفس اليوم، أسفرت غارة جوية عراقية على جنازة بمحافظة كركوك عن مقتل 20 شخصًا وإصابة العشرات.
بلغ عدد سكان الموصل نحو 1.5 مليون نسمة، بينهم 600 ألف طفل محاصرين من قبل داعش، ويعانون من نقص الغذاء والماء والكهرباء والرعاية الطبية. كما استحوذ التنظيم على المستشفيات المحلية لعلاج مقاتليه فقط. وتم إجلاء نحو 690 عائلة من منطقة مخمور شرق الموصل وقضاء الحمدانية إلى مخيم الهود.
في 31 أكتوبر، أفاد عضو في مجلس محافظة نينوى أن داعش أعدم 300 مدني وعسكري سابق في قرية مشيرفة شمال الموصل، بعد اتهامهم بالتعاون مع الحكومة.
في 3 نوفمبر، ذكر موقع عين الموصل أن قصفًا بالهاون أسفر عن مقتل خمسة مدنيين في المدينة.
في 4 نوفمبر، انفجرت عبوتان ناسفتان بقافلة مدنيين فارين من الحويجة إلى بلدة العلم، ما أسفر عن مقتل 18 شخصًا على الأقل.
في 7 نوفمبر، أعلنت خلية الإعلام الحربي العثور على جثث نحو 300 شخص في مقبرة جماعية بكلية الزراعة في حمام العليل، كثير منهم مقطوعو الرؤوس. وأوضحت أن داعش استخدم الكلية كمكان للقتل، وأُرسل فريق خاص للتحقيق في الجريمة.
في 8 نوفمبر، ذكرت الأمم المتحدة أن داعش اختطف 295 عنصرًا سابقًا من قوات الأمن العراقية و1,500 عائلة من حمام العليل، وأجبرهم على الانسحاب مع مقاتليه إلى داخل الموصل.
في 9 نوفمبر، وردت تقارير تفيد بأن داعش قتل 20 مدنيًا على الأقل بتهمة التجسس، حيث عُلقت خمس جثث مصلوبة عند تقاطع مروري، وعلقت أخرى على أعمدة الإنارة. كما استخدم التنظيم سيارات مفخخة انتحارية ضد المدنيين والقوات العراقية.
في 11 نوفمبر، ذكرت بي بي سي نيوز أن داعش أعدم 40 مدنيًا في الموصل بتهمة التجسس، بينهم رجل قُتل لمخالفته حظر استخدام الهواتف المحمولة، وعُرضت الجثث في شوارع المدينة.
كشف مكتب الأمم المتحدة لحقوق الإنسان عن استخدام داعش للأسلحة الكيميائية وتخزينه كميات كبيرة من الأمونيا والكبريت.
في 17 نوفمبر، عثرت القوات العراقية على مقبرتين جماعيتين قرب حمام العليل، إحداهما داخل بئر تحتوي على أكثر من 200 جثة.
في فبراير 2017، اكتشفت القوات العراقية أكبر مقبرة جماعية لداعش في حفرة الخفسة قرب الموصل، وتضم جثث 4,000 عنصر من القوات الحكومية قتلوا بعد سقوط الموصل عام 2014.
وفقًا للأمم المتحدة، قتل داعش 163 مدنيًا في 1 يونيو 2017 في حي الشيرا لمنعهم من الهروب من غرب الموصل.
في 3 يوليو 2017، عُثر على 74 جثة في حي الزنجيلي، يُرجح أن داعش قتل أصحابها أثناء محاولتهم الفرار.
في 24 يوليو 2017، اكتُشفت مقبرة جماعية غربي الموصل تضم 60 جثة، بينها 44 لعناصر من شرطة نينوى، تظهر عليها آثار تعذيب وإصابات بالرصاص في الرأس.
وفي 2 نوفمبر 2017، نشرت بعثة الأمم المتحدة لمساعدة العراق (يونامي) تقريرًا عن تحرير الموصل، خلصت فيه إلى ضرورة محاكمة أعضاء داعش بتهم الجرائم الدولية.

### الادعاءات ضد القوات المناهضة لتنظيم الدولة الإسلامية (داعش)
وُجهت انتقادات لوجود عدة ميليشيات ذات سجل في انتهاكات حقوق الإنسان ضمن صفوف القوات العراقية، حيث دعت منظمة هيومن رايتس ووتش إلى منع ميليشيات شيعية من قوات الحشد الشعبي من دخول الموصل، وذلك على خلفية مزاعم بارتكاب انتهاكات ضد المسلمين السنة خلال العمليات العسكرية في الفلوجة وتكريت وآمرلي. وفي وقت لاحق، صرّح رئيس الوزراء العراقي حيدر العبادي أن الجيش العراقي والشرطة الوطنية فقط هم من سيدخلون المدينة.
في 21 أكتوبر، أفادت صحيفة إنترناشيونال بيزنس تايمز أن مقاطع فيديو مروعة نُشرت على وسائل التواصل الاجتماعي تظهر – بحسب الادعاءات – قوات الأمن العراقية وهي تعذّب وتستجوب أطفالًا صغارًا للحصول على معلومات عن داعش أثناء محاولة استعادة الموصل.
في 11 نوفمبر، ذكرت عدة وسائل إعلام – من بينها العربية، وديلي ميرور، وميدل إيست مونيتور – عن تسريب فيديو يُظهر قوات خاصة عراقية يُزعم أنها أعدمت طفلًا سنّيًا عراقيًا يُدعى محمد علي الحديدي بدهسه بدبابة إم1 أبرامز بعد جره عبر الصحراء وإطلاق النار عليه. وبحسب التقارير، كان المنفذون من الميليشيات الشيعية، وقد أطلقوا عبارات طائفية على الطفل وطلبوا من المصور توثيق الحادثة، بينما كانوا يرتدون شارات القوات الخاصة العراقية. وأثار الفيديو غضبًا واسعًا على وسائل التواصل الاجتماعي تحت وسم #السحق_بالدبابة.
في 19 يناير، أعدمت القوات العراقية ثلاثة مدنيين ميدانيًا، وادعت لاحقًا أنهم مشتبه بانتمائهم لداعش.
كما زعم ميدل إيست مونيتور أن الجماعات الشيعية العراقية تستهدف العرب السنة في عملية إبادة محتملة، وادعى أن العرب السنة يتعرضون للتطهير العرقي على يد مسيحيين عراقيين، إلا أن هذه المزاعم لم تصدر سوى عن هذه الجهة فقط.
في 17 مارس، أسفرت غارة جوية للتحالف بقيادة الولايات المتحدة في الموصل عن مقتل أكثر من 200 مدني. وقالت كبيرة الباحثين في الأزمات لدى منظمة العفو الدولية إن "ارتفاع عدد القتلى المدنيين يشير إلى أن قوات التحالف لم تتخذ الاحتياطات الكافية لتجنب سقوط المدنيين، في انتهاك صارخ للقانون الإنساني الدولي".
في 12 يوليو، وبعد إعلان الحكومة العراقية النصر، نشر مدوّن عين الموصل فيديو لرجل يُعتقد أنه مقاتل في داعش، محتجز في مبنى ثم يُسحب على يد جنود إلى حافة ارتفاعها 30 قدمًا حيث وُجدت جثة أخرى، ثم أظهر مقطع آخر جنديًا بزي الجيش العراقي يطلق النار على رجل أعزل راكع أمام سيارة. وقالت الحكومة العراقية إنها تحقق في الأمر.
تقديرات استخباراتية كردية منتصف يوليو 2017 وضعت عدد الضحايا المدنيين الإجمالي عند 40 ألف قتيل، وأرجعت النسبة الأكبر من القتلى إلى القصف المدفعي العنيف للقوات الحكومية العراقية – خاصة وحدات الشرطة الاتحادية – على غرب الموصل، بالإضافة إلى عمليات القتل التي ارتكبها داعش والغارات الجوية.
في 19 يوليو، أصدرت هيومن رايتس ووتش تقريرًا يوثق عمليات إعدام ميدانية وتعذيب واحتجاز غير قانوني على يد القوات العراقية خلال المرحلة الأخيرة من المعركة، كما وثّق العثور على جثث 17 رجلًا أُعدموا في مبنى مهجور بغرب الموصل في 17 يوليو.
في 27 يوليو، دعت هيومن رايتس ووتش الحكومة الأمريكية إلى تعليق دعمها للفرقة 16 في الجيش العراقي بعد أن شوهد عناصر منها يقودون أربعة رجال عراة، يشتبه بانتمائهم لداعش، في أحد الأزقة، قبل سماع أصوات طلقات نارية، حيث وُجدت لاحقًا جثث رجال عراة، أحدهم كان مكبّل اليدين وبحبل مربوط حول ساقيه. كما دعا تقرير الأمم المتحدة الصادر في 2 نوفمبر 2017 السلطات العراقية إلى "التحقيق في الانتهاكات المزعومة لحقوق الإنسان" التي ارتكبتها قوات الأمن العراقية والقوات المرتبطة بها أثناء العمليات العسكرية.

### استخدام الأسلحة الكيماوية
في 4 مارس 2017، أعلنت منظمة الصحة العالمية أن 12 شخصًا يتلقون العلاج في أربيل بسبب احتمال تعرضهم لأسلحة كيميائية في الموصل، وقالت إنها أطلقت "خطة استجابة طارئة" لعلاج الرجال والنساء والأطفال المعرضين لهذه المواد شديدة السمية، واستعدت لاستقبال المزيد من الحالات. ووفقًا للأمم المتحدة، أظهر أربعة مرضى أعراضًا شديدة ترتبط بالتعرض لعامل بثور على الجانب الشرقي من المدينة.
في أبريل 2017، تعرضت قوات استشارية أمريكية وأسترالية مدمجة مع الوحدات العراقية لهجوم بأسلحة كيميائية بدائية خلال إحدى الهجمات.

## روابط خارجية
- أحياء مدينة الموصل - مع ملاحظات التسلسل الزمني المرفقة لكل حي، نُشرت على خرائط جوجل